# Mount Bolton, Antarktis
Mount Bolton är ett berg i Antarktis. Det ligger i Västantarktis. Inget land gör anspråk på området. Toppen på Mount Bolton är 2 840 meter över havet.
Terrängen runt Mount Bolton är kuperad åt sydväst, men åt nordost är den bergig. Trakten är obefolkad. Det finns inga samhällen i närheten.